# Ukraińska Superliha w piłce ręcznej mężczyzn
Ukraińska Superliha piłki ręcznej mężczyzn (ukr. Українська чоловіча гандбольна суперліга) – najwyższa w hierarchii klasa męskich ligowych rozgrywek piłki ręcznej na Ukrainie, będąca jednocześnie najwyższym szczeblem centralnym (I poziom ligowy). Rywalizacja w niej toczy się – co sezon, systemem ligowym wraz z play-offami – o tytuł mistrza Ukrainy, a za jej prowadzenie odpowiada Ukraiński Związek Piłki Ręcznej (ukr. ФГУ – Федерація гандболу України).
Drużyny, które nie utrzymały się w lidze, są relegowane do II ligi. Najlepsze zespoły Superligi otrzymują możliwość gry w europejskich turniejach: Liga Mistrzów piłkarzy ręcznych i Puchar EHF piłkarzy ręcznych pod patronatem Europejskiej Federacji Piłki Ręcznej (EHF).

## Historia
Piłka ręczna na Ukrainie pojawiła się w Charkowie w 1909 roku. Prototypem ukraińskiej gry piłki ręcznej była czeska "hazena", która uprawiana była jako gra gimnastyczna w towarzystwie sportowym "Sokił".
I właśnie Ukraina zaproponowała system do gry 7 na 7, kiedy praktycznie w całym Związku Radzieckim wychodziło do gry 22 piłkarzy.
Ukraińska piłka ręczna przez kilkadziesiąt lat była uważana za jedną z najlepszych w świecie: reprezentacja Związku Radzieckiego w piłce ręcznej dwa razy zdobyła tytuł mistrzów olimpijskich (1976, 1980) i mistrza świata, a ukraiński żeński klub Spartak Kijów 13 razy zdobywał Puchar Mistrzów Europy. Jednak wszystkie te sukcesy związane były z pracą wybitnego trenera Ihora Turczyna, po tragicznej śmierci którego nastąpił upadek w tym sporcie.
W 1992 roku, zaraz po upadku Związku Radzieckiego, Ukraina zorganizowała własne mistrzostwa w piłce ręcznej mężczyzn (wcześniej ukraińskie drużyny uczestniczyli w rozgrywkach mistrzostw ZSRR). Pierwsza edycja odbyła się w sezonie 1992 pod nazwą Mistrzostwo Ukrainy w piłce ręcznej mężczyzn. Wyszcza liha (ukr. Чемпіонат України з гандболу серед чоловіків. Вища ліга), chociaż Federacja Piłki Ręcznej Ukrainy (FHU) została założona dopiero w 1993 roku. Pierwszym mistrzem został klub ze stolicy kraju SKA Kijów, potem na czołowe pozycje wyszedł klub ZTR Zaporoże. Latem 2000 liga zmieniła nazwę na Ukraińska Wyszcza Liha "A" Piłki Ręcznej Mężczyzn (ukr. Гандбольна Вища ліга «А»), a latem 2004 na Ukraińska Superliha Piłki Ręcznej Mężczyzn (ukr. Українська чоловіча гандбольна суперліга).
28 lipca 2009 została założona Ukraińska Handbolna Liha (ukr. Українська Гандбольна Ліга), która od sezonu 2009/10 organizuje rozgrywki w Ukraińskiej Superlidze piłki ręcznej mężczyzn.

## Uczestnicy

### Skład ligi w sezonie 2019/2020
- CSKA Kijów
- Donbas Mariupol
- Motor Zaporoże
- HK Odessa
- Portowyk Jużne
- SKA Lwów
- ZTR Zaporoże
- ZTR-Burewisnyk Zaporoże

### Skład ligi w sezonie 2011/12
W sezonie 2011/12 w rozgrywkach występowało 8 zespołów.
- Budiwelnyk Browary
- Burewisnyk Ługańsk
- Dynamo Połtawa
- Motor-ZNTU-ZAB Zaporoże
- Politekchnik Donieck
- Portowyk Jużne
- Szachtar-Akademija Donieck
- ZTR Zaporoże

## Mistrzowie i pozostali medaliści
| Sezon | K | K | T  | Mistrz                     | Wicemistrz                 | III miejsce                | Br. | Król strzelców                        | Uwagi    |
| Wyszcza liha mistrzostw Ukrainy w piłce ręcznej mężczyzn (ukr. Вища Ліга Чемпіонату України з гандболу серед чоловіків)     |   |   |    |                            |                            |                            |     |                                       |          |
| 1992 |   |   | 1  | SKA Kijów                  | SKA Lwów                   | Switotechnik-Kołos Browary |     |                                       | ? klubów |
| 1992/93 |   |   | 1  | ZTR Zaporoże               | Switotechnik-Kołos Browary | CSK WSU Kijów              |     |                                       | ? klubów |
| 1993/94 |   |   | 2  | CSK WSU Kijów              | Switotechnik-Kołos Browary | ZTR Zaporoże               |     |                                       | ? klubów |
| 1994/95 |   |   | 2  | ZTR Zaporoże               | CSKA Kijów                 | Szachtar-Akademija Donieck |     |                                       | ? klubów |
| 1995/96 |   |   | 1  | Szachtar-Akademija Donieck | ZTR Zaporoże               | Switotechnik-Kołos Browary |     |                                       | ? klubów |
| 1996/97 |   |   | 2  | Szachtar-Akademija Donieck | ZTR Zaporoże               | Switotechnik-Kołos Browary |     |                                       | ? klubów |
| 1997/98 |   |   | 3  | ZTR Zaporoże               | Switotechnik-Kołos Browary | Szachtar-Akademija Donieck |     |                                       | ? klubów |
| 1998/99 |   |   | 4  | ZTR Zaporoże               | Switotechnik-Kołos Browary | Szachtar-Akademija Donieck |     |                                       | ? klubów |
| 1999/00 |   |   | 5  | ZTR Zaporoże               | Switotechnik-Kołos Browary | Szachtar-Akademija Donieck |     |                                       | ? klubów |
| Wyszcza liha A mistrzostw Ukrainy w piłce ręcznej mężczyzn (ukr. Вища Ліга A Чемпіонату України з гандболу серед чоловіків) |   |   |    |                            |                            |                            |     |                                       |          |
| 2000/01 |   |   | 6  | ZTR Zaporoże               | Portowyk Jużne             | Szachtar-Akademija Donieck |     |                                       | ? klubów |
| 2001/02 |   |   | 3  | Szachtar-Akademija Donieck | ZTR Zaporoże               | Portowyk Jużne             |     |                                       | ? klubów |
| 2002/03 |   |   | 7  | ZTR Zaporoże               | Portowyk Jużne             | Szachtar-Akademija Donieck |     |                                       | ? klubów |
| 2003/04 |   |   | 8  | ZTR Zaporoże               | Szachtar-Akademija Donieck | Portowyk Jużne             |     |                                       | ? klubów |
| Ukraińska Superliha Piłki Ręcznej (ukr. Українська гандбольна суперліга)                                                    |   |   |    |                            |                            |                            |     |                                       |          |
| 2004/05 |   |   | 9  | ZTR Zaporoże               | Portowyk Jużne             | Szachtar-Akademija Donieck |     |                                       | ? klubów |
| 2005/06 |   |   | 1  | Portowyk Jużne             | ZTR Zaporoże               | Szachtar-Akademija Donieck |     |                                       | ? klubów |
| 2006/07 |   |   | 10 | ZTR Zaporoże               | Portowyk Jużne             | Budiwelnyk Browary         |     |                                       | ? klubów |
| 2007/08 |   |   | 11 | ZTR Zaporoże               | Portowyk Jużne             | Budiwelnyk Browary         |     |                                       | ? klubów |
| 2008/09 |   |   | 12 | ZTR Zaporoże               | Budiwelnyk Browary         | Portowyk Jużne             |     |                                       |          |
| 2009/10 |   |   | 13 | ZTR Zaporoże               | Portowyk Jużne             | Budiwelnyk Browary         |     |                                       | ? klubów |
| 2010/11 |   |   | 14 | ZTR Zaporoże               | Dynamo Połtawa             | Portowyk Jużne             |     |                                       | ? klubów |
| 2011/12 |   |   | 1  | Dynamo Połtawa             | Motor Zaporoże             | ZTR Zaporoże               |     |                                       | ? klubów |
| 2012/13 |   |   | 1  | Motor Zaporoże             | ZTR Zaporoże               | Portowyk Jużne             |     |                                       | ? klubów |
| 2013/14 |   |   | 2  | Motor Zaporoże             | Portowyk Jużne             | ZTR Zaporoże               |     |                                       | ? klubów |
| 2014/15 |   |   | 3  | Motor Zaporoże             | ZTR Zaporoże               | SKA Kijów                  |     |                                       | ? klubów |
| 2015/16 |   |   | 4  | Motor Zaporoże             | ZTR Zaporoże               | SKA Kijów                  |     |                                       | ? klubów |
| 2016/17 |   |   | 5  | Motor Zaporoże             | ZTR Zaporoże               | ZNTU-ZAB Zaporoże          |     |                                       | ? klubów |
| 2017/18 |   |   | 6  | Motor Zaporoże             | ZTR Zaporoże               | Donbas Mariupol            |     |                                       | ? klubów |
| 2018/19 |   |   | 7  | Motor Zaporoże             | ZTR Zaporoże               | ZNTU-ZAB Zaporoże          |     |                                       | ? klubów |
| 2019/20 |   |   | 8  | Motor Zaporoże             | Donbas Mariupol            | ZTR Zaporoże               | 130 | Rostysław Poliszczuk (Portowyk Jużne) | ? klubów |

## Statystyka

### Tabela medalowa
Mistrzostwo Ukrainy zostało do tej pory zdobyte przez 6 różnych klubów.
Stan na 31 maja 2020. 
| Lp. | Klub               | Miejsca na podium | Miejsca na podium | Miejsca na podium | Zwycięskie sezony                                                      |    |   | |
| --- | ------------------ | ----------------- | ----------------- | ----------------- | ---------------------------------------------------------------------- | -- | - | --- |
| Lp. | Klub               | 1.                | ZTR Zaporoże      | 14                | Zwycięskie sezony                                                      | 10 | 4 | 1992/93, 1994/95, 1997/98, 1998/99, 1999/00, 2000/01, 2002/03, 2003/04, 2004/05, 2006/07, 2007/08, 2008/09, 2009/10, 2010/11 |
| 2.  | Motor Zaporoże     | 8                 | 1                 | 0                 | 2012/13, 2013/14, 2014/15, 2015/16, 2016/17, 2017/18, 2018/19, 2019/20 |    |   | |
| 3.  | Donbas Mariupol    | 3                 | 2                 | 9                 | 1995/96, 1996/97, 2001/02                                              |    |   | |
| 4.  | CSKA Kijów         | 2                 | 1                 | 3                 | 1992, 1993/94                                                          |    |   | |
| 5.  | Portowyk Jużne     | 1                 | 7                 | 5                 | 2005/06                                                                |    |   | |
| 6.  | Dynamo Połtawa     | 1                 | 1                 | 0                 | 2011/12                                                                |    |   | |
| 7.  | Budiwelnyk Browary | 0                 | 6                 | 6                 |                                                                        |    |   | |
| 8.  | SKA Lwów           | 0                 | 1                 | 0                 |                                                                        |    |   | |
| 9.  | ZNTU-ZAB Zaporoże  | 0                 | 0                 | 2                 |                                                                        |    |   | |